# 2022年冬季残疾人奥林匹克运动会芬兰代表团
2022年冬季残疾人奥林匹克运动会芬兰代表团是芬兰派出的2022年冬季残疾人奥林匹克运动会代表团。获得2枚金牌和2枚银牌。